# NGC 3964
NGC 3964 (również PGC 37375) – galaktyka soczewkowata (S0), znajdująca się w gwiazdozbiorze Lwa. Odkrył ją John Herschel 30 marca 1827 roku. Jest to galaktyka z aktywnym jądrem typu LINER.